# Mario Bruno Fernández
Mario Bruno Fernández Hidalgo (Barcelona, 11 de desembre del 1983) és un jugador català de bàsquet. La seva posició natural és la de base, té una altura d'1,90 m i prové de les categories inferiors del F.C. Barcelona.
Mario Fernández va competir 4 temporades a la lliga ACB amb el Gran Canària i el Joventut de Badalona. De cara a la temporada 2010-2011 va fitxar pel CB Granada però abans de l'inici de la temporada va patir una lesió greu al genoll, fet que el va fer abandonar les pistes de joc.

## Clubs
| Club                       | Lliga                | Temporades |
| -------------------------- | -------------------- | ---------- |
| Sese                       | Cat. Inferiors       |            |
| F.C. Barcelona             | Cadet.               | 1999-00    |
| F.C. Barcelona             | Junior.              | 2000-01    |
| F.C. Barcelona             | EBA                  | 2001-02    |
| C.B.Calpe-Aguas de Calpe.  | LEB2                 | 2002-03    |
| C.B. Aracena-Ponts         | Categoria Provincial | 2003-04    |
| IBB Hotels Menorca Bàsquet | LEB                  | 2004-05    |
| CAI Zaragoza               | LEB                  | 2005-06    |
| Gran Canaria               | ACB                  | 2006-2009  |
| DKV Joventut               | ACB                  | 2009-2010  |
| Club Baloncesto Granada    | ACB                  | 2010-2011  |

## Palmarès
- 2000-2001: Guanyador del campionat d'Espanya Junior amb el F.C.Barcelona
- 2004-2005: Subcampió de la lliga Leb amb l'IBB Hotels Menorca Bàsquet
- 2004-2005: Subcampió de la Copa Princep d'Asturies amb l'IBB Hotels Menorca Bàsquet